# Judith Hermann

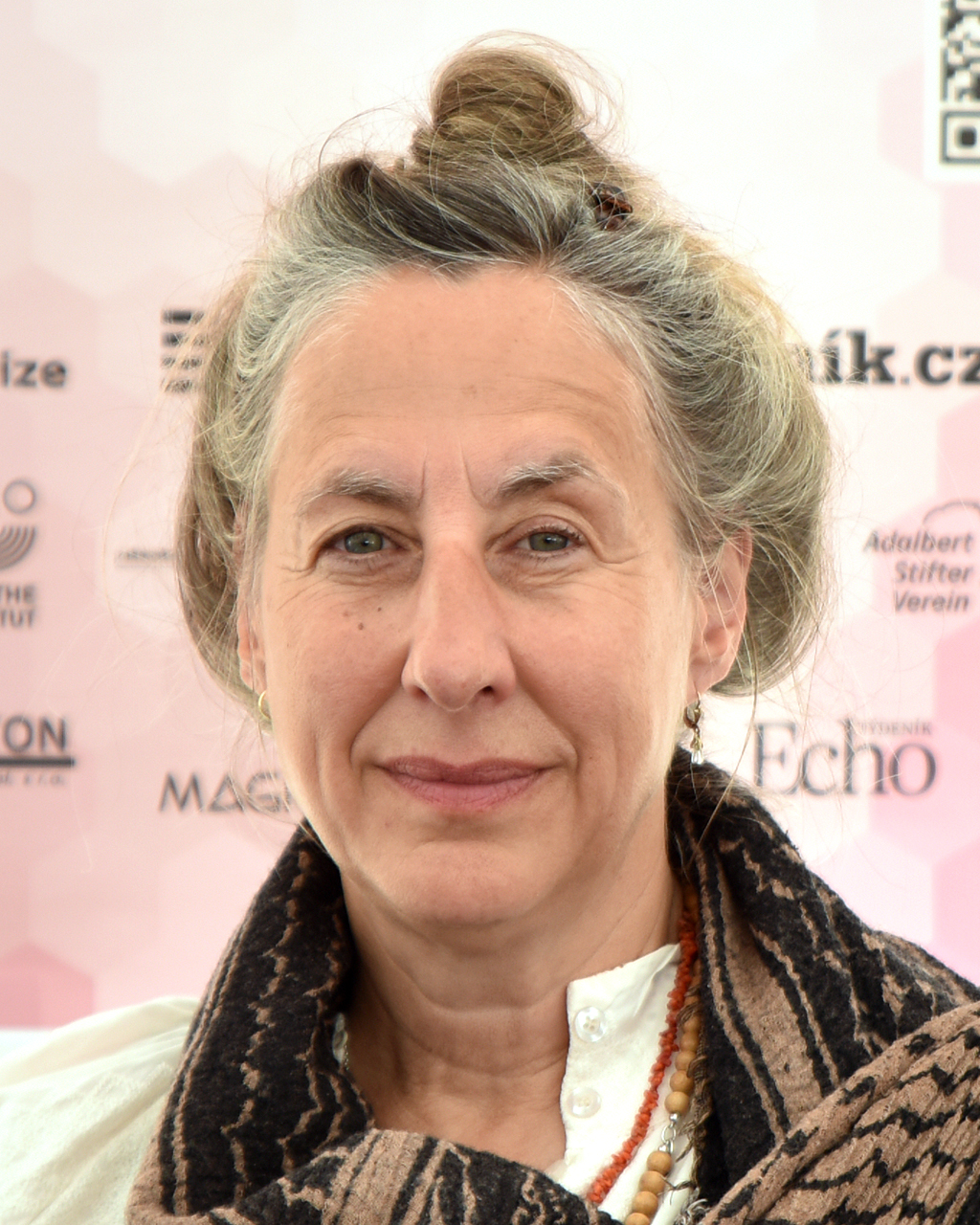
Judith Hermann (2024)

Judith Hermann (* 15. Mai 1970 in West-Berlin) ist eine deutsche Schriftstellerin.

## Leben und Wirken
Judith Hermann wurde 1970 in Berlin-Tempelhof geboren und wuchs im Stadtteil Neukölln in einem Mietskasernenviertel auf. Ihre Mutter sicherte beruflich als Angestellte im öffentlichen Dienst die Familie finanziell ab, während ihr Vater einem universitären Studium nachging und als Hausmann die drei Kinder großzog. Nach dem Abitur begann Hermann ein Germanistik- und Philosophie-Studium mit der Absicht, als Journalistin zu arbeiten. Sie brach es ab, besuchte die Berliner Journalistenschule unter Dozent Alexander Osang, der ihr als Verfasserin von Reportagen mangelndes Talent bescheinigte, und machte ein Praktikum in New York. Die Berliner Journalistenschule schloss Hermann mit einem Diplom ab. 1997 nahm sie an der Autorenwerkstatt Prosa im Literarischen Colloquium Berlin teil; im selben Jahr erhielt sie das Alfred-Döblin-Stipendium der Akademie der Künste in Berlin. Zwischendurch begleitete sie als Tour-Managerin eine Musikgruppe auf Tournee. In den USA schrieb sie ihre ersten literarischen Texte und entdeckte bald die Kurzgeschichte als ihr liebstes Genre. 1998 veröffentlichte sie schließlich ihren ersten Erzählungsband Sommerhaus, später, der im Feuilleton positive Kritiken erntete. Ihr Debüt-Roman Aller Liebe Anfang von 2014 erhielt dagegen schlechte Kritiken.
Nach ihrem ersten Erfolg verstrichen mehrere Jahre, in denen sie – nach eigener Aussage – lernen musste, mit dem Druck umzugehen, der durch Verlage, Medien und Öffentlichkeit auf sie ausgeübt wurde. 2003 folgte der zweite Erzählungsband Nichts als Gespenster.
Judith Hermanns Werke wurden unter anderem ins Chinesische, Dänische, Englische, Französische, Griechische, Isländische, Italienische, Japanische, Koreanische, Lettische, Niederländische, Norwegische, Persische, Polnische, Russische, Schwedische, Serbokroatische, Slowenische, Spanische, Tschechische, Türkische und Ukrainische übersetzt.
Sie ist Mitglied im PEN-Zentrum Deutschland.
Hermann ist Mutter eines Sohnes und lebt in Berlin-Prenzlauer Berg.

### „Sommerhaus, später“
Hermann gelang der literarische Durchbruch mit ihrem ersten Buch, dem Erzählungsband Sommerhaus, später. Gelobt wurden von der Kritik ihre in kurzen Sätzen gehaltenen, trotzdem unentschieden bleibenden Schilderungen alltäglicher und scheinbar alltäglicher Begebenheiten. Hermann skizziert in ihren melancholisch gefärbten kurzen Erzählungen die Stimmungen der Personen und die feinen Nuancen in wenigen Worten. Beeinflusst ist Hermann dabei von Raymond Carver, auf den sie sich in Interviews und Preisreden auch immer wieder bezogen hat.
Sommerhaus, später wurde von der Kritik überwiegend positiv aufgenommen. Vor allem zeigte sie sich davon begeistert, dass es Hermann gelang, in ihren Erzählungen das Lebensgefühl ihrer Generation, der Ende der 1990er in Berlin lebenden Künstler-Studenten-Arbeitslosen-Bohème, darzustellen. Für Hellmuth Karasek verkörperten Hermanns Erzählungen den „Sound einer neuen Generation“. Neben diesem Generationen-Effekt wurde ebenfalls konstatiert, dass Hermann eine Schriftstellerin sei, die Frauen aus ihrer Welt heraus erzählen lasse, ohne dass dies als gewollt-emanzipatorische oder gender-kämpferische Literatur verstanden werde. Hermann wurde zur Galionsfigur einer „Fräuleinwunder“-Literatur gemacht, zu der auch Erzählerinnen wie Jenny Erpenbeck, Felicitas Hoppe, Zoë Jenny, Juli Zeh oder Julia Franck gezählt wurden.
Als Literaturkritiker Marcel Reich-Ranicki in seiner Fernsehsendung Das Literarische Quartett das Buch wohlwollend besprach, entwickelte sich der Band zu einem Verkaufserfolg und musste wegen der steigenden Nachfrage in der Auflage nachgedruckt werden. Aus Furcht vor einem vernichtenden Verriss über ihr Buch hat sich Judith Hermann die betreffende Ausgabe des Literarischen Quartetts nie angeschaut.
Hermanns handlungsarme, lakonische Kurzgeschichten führten zu einer Renaissance der Kurzgeschichte in Deutschland. Bis etwa 2002 oder 2003 wurden zahlreiche an Hermann erinnernde Erzählbände von Autorinnen veröffentlicht, so etwa von Ariane Grundies, Mariana Leky oder Ricarda Junge, häufig Absolventinnen des Deutschen Literaturinstituts Leipzig oder des Studiengangs Kreatives Schreiben und Kulturjournalismus der Universität Hildesheim.
Mit über 250.000 verkauften Exemplaren und Übersetzungen in 17 Sprachen ist Sommerhaus, später einer der größten deutschen Bucherfolge der vergangenen Jahre. Die Erzählung Hunter Tompson Musik aus Sommerhaus, später wurde von dem Regiestudenten Jakob Ziemnicki 2003 als Diplomarbeit verfilmt. Hurrikan aus dem Erzählband wurde in dem 2007 erschienenen Episodenfilm Nichts als Gespenster unter der Regie von Martin Gypkens verarbeitet, ebenso vier der Erzählungen aus Nichts als Gespenster (die Titelgeschichte Nichts als Gespenster und Freundinnen, Kaltblau und Acqua Alta).

### „Nichts als Gespenster“
Judith Hermanns zweiter Erzählband, Nichts als Gespenster von 2003, entstand auch unter dem Druck, den Erwartungen des Feuilletons und der Leser nachzukommen und zugleich nicht selbst zur Epigonin ihres Erstlings zu werden. Sie schrieb für diesen Band deutlich längere Erzählungen, die in aller Welt spielen – dies unter anderem, um sich dem Klischee, eine „Berlin-Literatin“ zu sein, zu entziehen. Dabei ließ Judith Hermann sich von Reisen inspirieren, die sie für das Goethe-Institut nach Tromsø, Venedig und Island unternommen hatte. Von der Kritik und vom Publikum wurde Nichts als Gespenster weniger begeistert als der Erstling aufgenommen.

### Weitere Werke
Im Jahr 2021 veröffentlichte Hermann ihren zweiten Roman Daheim. Er handelt von einer Frau, die in ein Haus am Meer zieht und versucht, an ihrem neuen Wohnort heimisch zu werden. Der Roman wurde für den Preis der Leipziger Buchmesse in der Kategorie Belletristik nominiert.

## Auszeichnungen und Preise
- 1999: Bremer Literaturförderpreis
- 1999: Hugo-Ball-Förderpreis für Sommerhaus, später
- 2001: Kleist-Preis für Sommerhaus, später
- 2009: Friedrich-Hölderlin-Preis der Stadt Bad Homburg
- 2014: Erich-Fried-Preis[8]
- 2021/2022: Frankfurter Stiftungsgastdozentur für Poetik[9]
- 2021: Rheingau Literatur Preis für Daheim
- 2022: Bremer Literaturpreis für Daheim
- 2022: Preis der LiteraTour Nord für ihr bisheriges Werk und für Daheim
- 2023: Wilhelm Raabe-Literaturpreis für ihr bisheriges Werk und für Wir hätten uns alles gesagt[10]

## Werke
Sammlungen von Kurzgeschichten
- Sommerhaus, später. Erzählungen. S. Fischer, 1998, ISBN 3-596-14770-0.[11]
- Sommerhaus, später. Erzählungen. Nachwort und Anmerkungen von Alexander Košenina. Reclam, 2025, ISBN 978-3-15-0146996.
- Nichts als Gespenster. Erzählungen. S. Fischer, 2003, ISBN 3-596-15798-6. (Platz 1 der Spiegel-Bestsellerliste im Jahr 2003)
- Alice. Erzählungen. S. Fischer, 2009, ISBN 978-3-10-033182-3.
- Lettipark. Erzählungen. S. Fischer, 2016, ISBN 978-3-10-403716-5.

Roman
- Aller Liebe Anfang. Roman, 2014, S. Fischer, ISBN 978-3-10-033183-0.
- Daheim. Roman, 2021, S. Fischer, ISBN 978-3-10-397035-7.

Einzelne Erzählungen und sonstiges
- Gaffa. Erzählung. In: Bella triste, Nr. 22, Hildesheim 2008.
- Sommerhaus, Canitz, später. In: Sprache im technischen Zeitalter, Nr. 145, Berlin 1998. (In-Progress-Version der Geschichte Sommerhaus später, an der Hermann in der Autorenwerkstatt Prosa des Literarischen Colloquiums Berlin arbeitete)
- Abendbrot. Kurzgeschichte. In: DAS GRAMM – Magazin für Kurzgeschichten, Nr. 8, Berlin 2022.[12]
- Wir hätten uns alles gesagt. 2023, S. Fischer, ISBN 978-3-10-397510-9.